# Ригведа
Ригведа или Риг Веда (санскрит: ऋग्वेद, IAST: ṛgveda, от ऋच्, „хвала“ и वेद, „знание“) е древна индийска колекция от ведически санскритски химни (sūktas).  Това е един от четирите свещени канонични индуски текста (śruti), известни като Ведите. Само една шаха от многото е оцеляла днес, а именно Śakalya шаха.  Голяма част от съдържанието, съдържащо се в останалите Shakhas, сега е изгубено или не е достъпно в публичния форум.